# Соромбаєв Ібрай
Ібрай Соромбаєв (1903, село Ак-Дюбе, тепер Джеті-Огузького району Іссик-Кульської області, Киргизстан — ?) — радянський киргизький державний діяч, голова колгоспу імені Сталіна Джеті-Огузького району Іссик-Кульської області Киргизької РСР. Депутат Верховної ради СРСР 1—2-го скликань.

## Життєпис
Народився в бідній селянській родині. З дитячих років наймитував у заможних селян.
На початку 1930-х років одним із перших вступив до колгоспу в Джеті-Огузькому районі.
Член ВКП(б) з 1931 року.
У 1932—1935 роках — бригадир рільницької бригади колгоспу імені Сталіна Джеті-Огузького району Киргизької АРСР. Досягав рекордних врожаїв зернових культур.
У 1935 — після 1946 року — голова колгоспу імені Сталіна Джеті-Огузького району Іссик-Кульської області Киргизької РСР.
Подальша доля невідома.

## Нагороди
- орден Трудового Червоного Прапора (30.12.1935)
- медалі